# Accident d'un Eurocopter AS350 de Fishtail Air au Népal
Le 12 novembre 2001, un hélicoptère Eurocopter AS350 affrété par Fishtail Air s'est écrasé lors d'un vol entre la base militaire de Gamgadhi et Surkhet, dans l'ouest du Népal. L'accident a tué les 6 passagers et membres d'équipage à bord, dont la princesse Prekshya Shah (en) du Népal.

## Aéronef
L'hélicoptère impliqué dans l'accident était un Eurocopter AS350 Écureuil, que la princesse Prekshya avait affrété depuis Nepalganj.

## Passagers et équipage
À bord de l'hélicoptère se trouvaient la princesse Prekshya Shah du Népal, la sœur cadette de la reine Aishwarya du Népal et de la reine Komal du Népal, ainsi que son médecin et le personnel de sécurité, parmi d'autres connaissances de la princesse.

## Accident
L'hélicoptère a décollé à 11:25 NPT le 12 novembre 2001 de la base militaire de Gamgadhi. Peu après, l'hélicoptère a plongé dans le lac Rara. Deux passagers ont été éjectés de l'appareil en plein vol. Selon le Nepali Times, la princesse a demandé au pilote de « faire un tour au-dessus de Rara afin d'avoir une meilleure vue du lac lorsque l'appareil a chuté dans le lac en tournant ».

## Conséquences
En 2009, Pushpa Kamal Dahal, alors Premier ministre du Népal, a affirmé que l'accident d'hélicoptère était directement lié au massacre des rois népalais, ce qui n'a toutefois pas pu être prouvé.